# Ковраєць
Ковра́єць (Ковра́й)  — річка в Україні, в межах Золотоніського району Черкаської області. Ліва притока Супою (басейн Дніпра). 

## Опис
Довжина 42 км, площа басейну 203 км². Похил річки 0,67 м/км. Долина маловиразна. Заплава заболочена. Річище помірно звивисте, дно замулене, частково відрегульоване. Споруджено кілька ставків.

## Розташування
Бере початок в селі Привітному. Тече на південь і південний захід, у пригирловій частині — на захід. Впадає до Супою в селі Піщане.